# Jack Davenport
Jack Arthur Davenport (Suffolk, 1º marzo 1973) è un attore britannico, noto per aver interpretato il Commodoro James Norrington nei primi tre film della saga cinematografica Pirati dei Caraibi.

## Biografia
Nato a Suffolk nel 1973, figlio degli attori Nigel Davenport e Maria Aitken, i suoi genitori divorziarono quando aveva 7 anni e lui fu mandato a studiare a Oxford.
In seguito studia letteratura e cinematografia all'Università dell'East Anglia e nel 1997 inizia la carriera di attore in TV con una piccola parte in The Moth, mentre nello stesso anno interpreta un breve ruolo nel film Creature selvagge. Si fa notare successivamente nel film Il talento di Mr. Ripley (1999), affiancando grandi attori come Matt Damon, Jude Law, Gwyneth Paltrow e Cate Blanchett, per arrivare alla notorietà con la saga dei Pirati dei Caraibi, dove interpreta James Norrington, un commodoro inglese di stanza ai Caraibi che darà l'assidua caccia a Jack Sparrow. Recita anche in The Wedding Date - L'amore ha il suo prezzo (2005).
Nel 2009 fa parte del cast della serie televisiva FlashForward, nel ruolo di Lloyd Simcoe.
È sposato dal 2000 con l'attrice Michelle Gomez, da cui ha avuto un figlio, Harry (2010).

## Filmografia

### Cinema

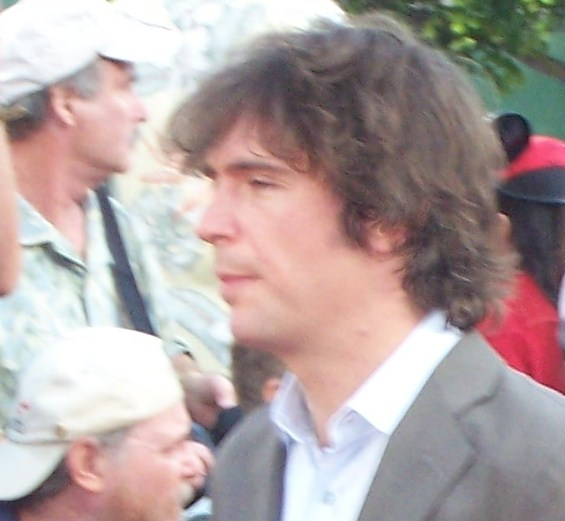
Jack Davenport alla prima di Pirati dei Caraibi - Ai confini del mondo (2007)

- Creature selvagge (Fierce Creatures), regia di Fred Schepisi e Robert Young (1997)
- Talos - L'ombra del faraone (Tale of the Mummy), regia di Russell Mulcahy (1998)
- Brivido di sangue (The Wisdom of Crocodiles), regia di Po-Chih Leong (1998)
- Ticks, regia di Rupert Wyatt - cortometraggio (1999)
- The Cookie Thief, regia di Hugo Currie e Toby Leslie - cortometraggio (1999)
- Il talento di Mr. Ripley (The Talented Mr. Ripley), regia di Anthony Minghella (1999)
- The Wyvern Mystery, regia di Alex Pillai (2000)
- Offending Angels, regia di Andrew Rajan (2000)
- Not Afraid, Not Afraid, regia di Annette Carducci (2001)
- Subterrain, regia di Rupert Wyatt (2001)
- Look, regia di Cordelia Beresford - cortometraggio (2001)
- Gypsy Woman, regia di Sheree Folkson (2001)
- The Bunker, regia di Rob Green (2001)
- La maledizione della prima luna (Pirates of the Caribbean: The Curse of the Black Pearl), regia di Gore Verbinski (2003)
- Eroica: Il giorno che cambiò per sempre la musica, regia di Simon Cellan Jones (2003)
- Terrible Kisses, regia di Jill Robertson - cortometraggio (2004)
- The Libertine, regia di Laurence Dunmore (2004)
- The Wedding Date - L'amore ha il suo prezzo (The Wedding Date), regia di Clare Kilner (2005)
- A Higher Agency, regia di Oliver Cheetham - cortometraggio (2005)
- Pirati dei Caraibi - La maledizione del forziere fantasma (Pirates of the Caribbean: Dead Man's Chest), regia di Gore Verbinski (2006)
- The Key Man, regia di Peter Himmelstein (2007)
- Pirati dei Caraibi - Ai confini del mondo (Pirates of the Caribbean: At World's End), regia di Gore Verbinski (2007)
- I Love Radio Rock (The Boat That Rocked), regia di Richard Curtis (2009)
- That Deadwood Feeling, regia di Simon Ubsdell (2009)
- Kingsman - Secret Service (Kingsman: The Secret Service), regia di Matthew Vaughn (2014)
- A United Kingdom - L'amore che ha cambiato la storia (A United Kingdom), regia di Amma Asante (2016)
- Guernica - Cronaca di una strage (Gernika), regia di Koldo Serra (2016)
- Matrimonio con l'ex, regia di Damian Harris (2017)
- Bonus Track, regia di Julia Jackman (2023)

### Televisione
- This Life – serie TV, 32 episodi (1996-1997)
- The Moth, regia di Roy Battersby - miniserie TV (1997)
- Macbeth, regia di Michael Bogdanov - film TV (1998)
- Ultraviolet – serie TV, 6 episodi (1998)
- The Wyvern Mystery, regia di Alex Pillai - film TV (2000)
- Coupling – serie TV, 28 episodi (2000-2004)
- Dickens – serie TV, episodio 1x02 - 1x03 (2002)
- The Real Jane Austen, regia di Nicky Pattison – documentario TV (2002)
- Eroica: Il giorno che cambiò per sempre la musica (Eroica), regia di Simon Cellan Jones - film TV (2003)
- The Welsh Great Escape, regia di Michael Davies - film TV (2003)
- Miss Marple (Agatha Christie's Marple) – serie TV, episodio 1x01 (2004)
- The Incredible Journey of Mary Bryant – mini-serie TV (2005)
- This Life + 10, regia di Joe Ahearne - film TV (2007)
- Swingtown – serie TV, 13 episodi (2008)
- FlashForward – serie TV, 17 episodi (2009-2010)
- Smash – serie TV, 32 episodi (2012-2013)
- Breathless – serie TV, 6 episodi (2013)
- The Mindy Project - serie TV (2012-2017)
- The Tank - serie TV (2017)
- The Stolen - serie TV (2017)
- White Famous - serie TV (2017)
- Doomsday - serie TV (2017)
- Next of Kin - serie TV (2018)
- Deception - serie TV (2018)
- The Morning Show – serie TV, 10 episodi (2019)
- Why Women Kill – serie TV, 10 episodi (2019-2021)
- Ten Percent - serie TV, 8 episodi (2022)

### Videoclip
- Called Out in the Dark – Snow Patrol (2011)

## Doppiatori italiani
Nelle versioni in italiano dei suoi film, è stato doppiato da:
- Danilo De Girolamo in Il talento di Mr. Ripley, La maledizione della prima luna, Pirati dei Caraibi - La maledizione del forziere fantasma, Pirati dei Caraibi - Ai confini del mondo
- Francesco Prando in Coupling, I Love Radio Rock, FlashForward, A United Kingdom - L'amore che ha cambiato la storia
- Vittorio De Angelis in The Wedding Date - L'amore ha il suo prezzo
- Riccardo Niseem Onorato in This Life
- Pierluigi Astore in The Libertine
- Angelo Maggi in Miss Marple
- Massimiliano Plinio in Swingtown
- Mauro Gravina in The Bunker
- Alessio Cigliano in Smash
- Stefano Valli in Kingsman - Secret Service
- Alessandro Budroni in The Morning Show